# Сецессия
Сеце́ссия (лат. secessio «уход» от secedo «ухожу»), в русскоязычных источниках  используются понятия отделение, иногда арх. отложение — выход из состава государства (как правило, федеративного) какой-либо его части (как правило, субъекта федерации). Термин в этом значении появился во время Войны за независимость США.

## Происхождение термина
Термин сецессия (secession) происходит от латинского глагола cedo, что означает некое движение, перемещение (в прямом и переносном смысле). Впоследствии значения слова cedo также дополнилось такими понятиями, как передача прав, переподчинение и уступка (то есть, движение, направленное на то, чтобы что-то отдать). От глагола cedo образовались существительные cessio (уступка, цессия) и retrocessio (обратное движение). Добавление приставки se- (разделение) к глаголу cedo образовало глагол secedo в значении отделяться, откалываться (то есть движение, направленное на то, чтобы отделиться), а от него — существительное secessio (отделение). Все три английских термина на этой основе: cession, retrocession и secession являются юридическими и исторически взаимосвязаны между собой.
Существует две основные теории сецессии: общее право отделения по любой причине (Теория выбора) и отделение для исправления грубой несправедливости (Теория справедливой причины). В частности, ко второй можно отнести положения Декларации о независимости Республики Техас 1836 года, в которых указывалось, что мексиканское правительство перестало защищать жизнь, свободу и собственность людей, от которых получило свои законные полномочия.
В 1861 году сецессию из Соединённых Штатов осуществили шесть южных штатов, которые образовали Конфедеративные Штаты Америки. Это привело к гражданской войне, а также ознаменовало закрепление конфедератами нового термина — secession — в качестве юридического, с отсылкой к термину cession (уступка, цессия), являющемуся юридическим термином в значении уступка прав и характеризующему взаимоотношения штатов и федерального правительства с момента окончания Войны за независимость: это касается как отказа ряда штатов в пользу федерального правительства от прав на территории между бывшими 13 колониями и французской Луизианой, так и уступки ряда полномочий, что превратило США из временного союза в федеративное государство. Пересмотр этих уступок в пользу возвращения штатам их прежних полномочий, делегированных федеральному правительству по Конституции 1787 года, и характеризует слово сецессия. Это означает, что сецессия являлась сепаратизмом в узком смысле. Отличительными её чертами являлись изначально договорный характер взаимоотношений между штатами — бывшими колониями, получившими независимость, добровольный отказ от полномочий в пользу Союза (изначально конфедеративного), а также то, что гражданская война не являлась национально-освободительной, независимые южные штаты не создавали ни собственные нации для каждого штата, ни нацию конфедератов, считая себя продолжателями американской нации (возникшей в результате Войны за независимость), не дистанцируясь от её истории и её героев, включая отцов-основателей. Современное использование термина сецессия как общего термина, связанного с любым выходом из состава какого-либо государства, значительно отличается от той трактовки, которая существовала при его зарождении.

## Законодательство
Законодательство США не предусматривает (но и не запрещает) сецессии штатов. Юристы сходятся во мнении, что отсутствие возможности сецессии приравнивается к запрету оной, поскольку отцы-основатели не предусмотрели права на выход штатов из США. Это не относится к неинкорпорированным территориям, в частности, к Пуэрто-Рико, которые не являются частью суверенной территории США и с точки зрения международного права обладают статусом зависимых территорий на уровне колоний. Следовательно, на них распространяются положения Декларации ООН о деколонизации 1960 года, и потому им достаточно соответствующего результата референдума для выхода из состава США как, например, произошло с Палау в 1994 году (хотя ассоциация с США сохранилась, но в качестве независимого государства).
Право на сецессию может признаваться правом государства, из которого происходит выход (например, Конституции СССР 1924, 1936 и 1977 годов) или не признаваться (например, Конституция СФРЮ). Во втором случае при попытках сецессии возникает правовой вопрос о применимости принципа территориальной целостности государства или права народа на самоопределение. Но международное право безусловно даёт приоритет праву на самоопределение в случае колоний.
В Великобритании и Канаде для независимости исторических частей, колониальных и зависимых территорий достаточно проведения референдума и поддержки сецессии большинством голосов. Хотя проведённые референдумы (1980, 1995, 2014) не дали положительного результата, близкая возможность обрести независимость есть у Квебека и Шотландии, где количество сторонников отделения растёт. Подобными же правами теоретически могут воспользоваться и остальные части Великобритании — Англия, Северная Ирландия и Уэльс (на основе положения британского закона о том, что ни одна часть Соединённого Королевства не может удерживаться в его составе силой).
Действующей Конституцией Российской Федерации 1993 года права на сецессию (выход из её состава) не предусмотрено. Конституционный Суд РСФСР в Постановлении от 13 марта 1992 г. № 3-П сформулировал правовую позицию, согласно которой одностороннее установление субъектом федерации такого права «означало бы признание правомерности полного или частичного нарушения территориального единства суверенного федеративного государства и национального единства населяющих его народов. Любые действия, имеющие целью нарушение этого единства, наносят ущерб конституционному строю РСФСР и несовместимы с международными нормами о правах человека и правах народов».

## Попытки сецессии
В число фигурантов успешных сецессий, приведших к полной (политической и/или военной) победе сепаратистов и их международному признанию, входят США, Индия, Сингапур, Бангладеш, Эритрея, Восточный Тимор, союзные республики Чехословакии, Югославии, Советского Союза, Южный Судан.
В число фигурантов неуспешных попыток сецессии — тибетский сепаратизм в КНР, Кашмир, Государство Катанга в Республике Конго, Биафра в Нигерии, сепаратистские движения в Бирме, бугенвильские сепаратистские движения в Папуа — Новой Гвинее, провозглашение ЧРИ в России и Республика Сербская в Боснии и Герцеговине, попытка отделения Каталонии от Испании.
В число политий, односторонняя сецессия которых продолжает оспариваться на международном уровне, входят Абхазия, Республика Южная Осетия, Приднестровская Молдавская Республика и Сомалиленд, а также Крым и Севастополь.